# Bulbine meiringii
Bulbine meiringii är en grästrädsväxtart som beskrevs av Van Jaarsv. Bulbine meiringii ingår i släktet bulbiner, och familjen grästrädsväxter. Inga underarter finns listade i Catalogue of Life.